# 瑙鲁车辆号牌
瑙鲁车牌，瑙鲁自1970年起要求居民登记机动车并悬挂号牌，现采用澳大利亚标准的372 毫米 × 134 毫米，并使用澳大

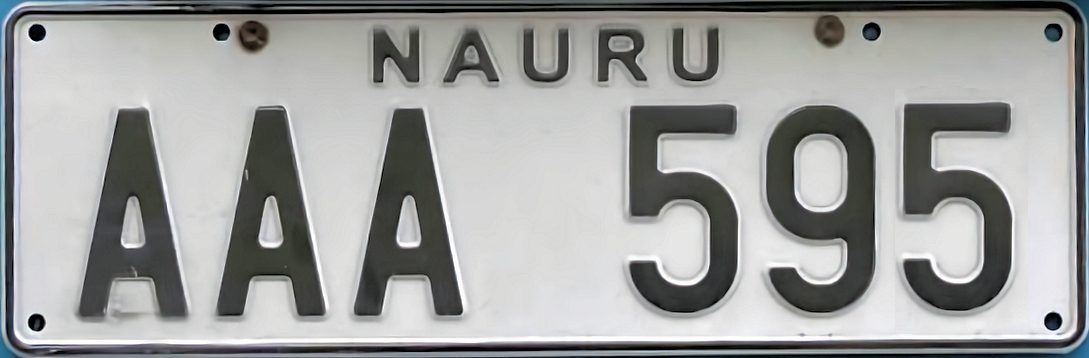
瑙鲁车牌

利亚冲压模具。